# 藍易振
藍易振（1969年—），教名方濟各（Francis），臺灣裔澳大利亞管理學家，現任天主教輔仁大學校長（復校第8位）。前西雪梨大學副校長、台灣僑委會僑務顧問。

## 經歷
1969年出生於台灣台北市士林區，1992年自臺北市私立方濟高級中學畢業後赴澳大利亞留學，專攻資訊管理，陸續取得西雪梨大學（WSU）學士、碩士、博士學位。2002年博士畢業後留校任教，歷任WSU資管系教授、系主任、商學院副院長、國際長等要職。 藍易振教授亦曾任佛光山在澳洲創辦的南天大學的執行董事。

### 西雪梨大學副校長
擔任西雪梨大學（WSU）越南校區教務長期間，藍氏曾多次前往泰國緬甸邊區的美索鎮，從事師資培訓、青年教育工作。他還設立了WSU國際教育學院「人道主義獎學金」計劃，支持緬甸難民與學生在WSU越南校園學習。
擔任WSU副校長期間，成功推動WSU名列《泰晤士高等教育世界大學排名》世界大學影響力排名（SDGs）世界第一。他也是澳大利亞高等教育體系中，所任職位最高的華人。
2000年至2017年間為澳大利亞電腦協會會員。
2018至2021年間擔任中華民國僑務委員會僑務顧問。迄返台前，已累積三十年的澳洲教育學術經歷。

### 輔仁大學校長
2023年9月21日，藍易振被輔仁大學學校財團法人董事會（第13屆董事會第20次會議）公布為候任天主教輔仁大學校長。同年12月14日獲羅馬教廷教育聖部核准，並由梵蒂岡公告，翌年1月4日中華民國教育部函覆批准，獲輔大正式聘任。
2024年2月1日正式就任輔大校長。

## 榮譽
- 2008年：西雪梨大學企業合作發展校長卓越獎
- 2009年：澳大利亞科學院（AAS）科學人才訪問獎
- 2012年：澳大利亞社會科學院（ASSA）國際研究獎
- 2014年：胡志明市經濟大學（英语：University of Economics Ho Chi Minh City）榮譽博士[3]
- 2018年：中華民國僑務委員會僑務顧問
- 2019年：澳大利亞－台灣教育合作特別成就貢獻獎（澳大利亞外交部）
- 2019年：東吳大學校際夥伴發展特別成就獎
- 2023年：國際教育協會Century Medal[9]
- 2024年：中華民國僑務委員會玉山僑務專業獎章[4]

## 註腳
1. 1 2  .   [2024-01-13]. （原始内容存档于2024-01-13）.
2. 1 2 3 4 5  .   [2024-01-13]. （原始内容存档于2024-01-24）.
3. 1 2  .   [2024-01-13]. （原始内容存档于2024-01-13）.
4. 1 2  輔仁大學新任校長藍易振榮獲僑委會玉山僑務專業獎章・吳正偉處長代表徐委員長致贈賀函 - 駐雪梨台北經濟文化辦事處 Taipei Economic and Cultural Office, Sydney, Australia
5. ↑  .   [2024-01-13]. （原始内容存档于2024-01-13）.
6. ↑  .   [2024-01-13]. （原始内容存档于2024-01-13）.
7. ↑  .   [2024-01-13]. （原始内容存档于2024-01-13）.
8. ↑  .   [2024-01-13]. （原始内容存档于2024-01-13）.
9. ↑  .   [2024-01-13]. （原始内容存档于2024-01-13）.

## 外部連結
1. 藍易振輔大校長介紹網頁 （页面存档备份，存于）
2. （英文）藍易振WSU副校長網頁 （页面存档备份，存于）
3. （英文）藍易振ResearchGate科學家網頁 （页面存档备份，存于）
4. （英文）藍易振LinkedIn個人網頁
5. （英文）藍易振出版著作（IGI出版社） （页面存档备份，存于）

| 前任： 江漢聲 | 天主教輔仁大學校長 2024年－ | 繼任： 現任 |